# Leon Kremer
Leon Kremer (ur. 1901, zm. ok. 1940/1941) – polski szachista okresu międzywojennego.

## Życiorys
W 1927 oraz 1929 roku wygrał turniej o mistrzostwo Warszawy (w 1927 pierwsze miejsce dzielił ze Stanisławem Kohnem). Grając w reprezentacji Warszawy, zwyciężył w drużynowych mistrzostwach Polski w 1929 i 1934 roku.
Czterokrotnie uczestniczył w mistrzostwach Polski (1926 – 11., 1927 – 9., 1935 – 13., 1937 – 14.).
Uczestniczył w nieoficjalnej olimpiadzie szachowej 1936 w Monachium, gdzie w 20 partiach zdobył 15 punktów. Wraz z drużyną wywalczył na tej olimpiadzie srebrny medal.
Był zawodnikiem preferującym grę ofensywną oraz kombinacyjną.